# Maurits Lindström
Pour les articles homonymes, voir Lindstrom.
Ne doit pas être confondu avec Gustaf Lindström.
Maurits Lindström (1932–2009) est un géologue et paléontologue suédois, spécialiste des poissons préhistoriques.
Il a décrit le genre de conodontes Protopanderodus ainsi que les familles des Protopanderodontidae et des Rhipidognathidae en 1970. 

## Publications
- (en) Lindström M., 1955. Structural geology of a small area in the Caledonides of Arctic Sweden.
- (en) Lindström M., 1957. Tectonics of the area between Mt. Keron and Lake Allesjaure in the Caledonides of Swedish Lapland.
- (en) Lindström M., 1958. Tectonic transports in three small areas in the Caledonides of Swedish Lapland.
- (en) Lindström M., 1958. Tectonic transports in the Caledonides of Northern Scandinavia east and south of the Rombak-Sjangeli window.
- (sv) Lindström M., 1964. Berg och jord i Sverige.
- (en) Lindström M., 1964. Conodonts. Elsevier Publishing Company, 196 pages  (ISBN 0444403728).
- (en) Lindström M., 1970. « A suprageneric taxonomy of the conodonts. » Lethaia, volume 3, Issue 4, pages 427-445, octobre 1970, DOI 10.1111/j.1502-3931.1970.tb00834.x.
- (de) Lindström M., 1971. Vom Anfang, Hochstand und Ende eines Epikontinentalmeeres. Maurits Lindström, Geologische Rundschau, mars 1971, volume 60, Issue 2, pages 419-438, DOI 10.1007/BF02000464.

## Récompenses
Il a reçu la médaille de Pander, décernée par la Pander Society, une société savante vouée à l'étude des conodontes, en 1996.